# میدوی، شهرستان هوارد، آرکانزاس
میدوی (به انگلیسی: Midway) یک منطقهٔ مسکونی در ایالات متحده آمریکا است که در شهرستان هوارد، آرکانزاس واقع شده‌است. میدوی ۱۰۳٫۹۴ متر بالاتر از سطح دریا واقع شده‌است.